# Jack Shaheen
Dr. Jack G. Shaheen (Pittsburgh, 21 september 1935 – Charleston (South Carolina), 9 juli 2017) was Amerikaans hoogleraar massacommunicatie van de Southern Illinois University en adviseur over het Midden-Oosten voor CBS News, het nieuwsprogramma van het Amerikaanse televisienetwerk CBS. 
Shaheen bestudeerde de beeldvorming van Arabieren en moslims in de Amerikaanse media. Als internationalist en humanist vestigde Shaheen de aandacht op stereotiepe beelden van etnische groepen. Zijn presentaties illustreren dat stereotypen niet in een vacuüm bestaan, maar dat kwetsende karikaturen van Aziaten, zwarten, latino's en anderen van invloed zijn op onschuldigen. Hij legt uit waarom zulke beelden hardnekkig zijn en draagt oplossingen aan om verkeerde percepties te bestrijden. 
Tussen de prijzen voor zijn bijdrage aan "het beter begrijpen van onze wereldwijde gemeenschap" zijn de Janet Lee Stevens Award van de Universiteit van Pennsylvania en de Lifetime Achievement Award van het American-Arab Anti-Discrimination Committee, als erkenning van "zijn levenslange toewijding aan een beter begrip voor vrede voor de hele mensheid". 